# Astrid Hengsbach
Astrid Hengsbach (* 23. März 1979 in Meschede) ist eine ehemalige deutsche Ruderin. Sie gewann eine Silbermedaille bei den Paralympics.

## Karriere
In der dritten Regatta des Weltcups 2012 trat ein deutscher LTA-Mixed-Vierer mit Steuerfrau mit Anke Molkenthin, Astrid Hengsbach, Tino Kolitscher, Kai Kruse und Steuerfrau Katrin Splitt an und belegte den zweiten Platz mit einer halben Sekunde Rückstand auf die britische Crew.
Zweieinhalb Monate später trafen die beiden Boote im Finale der Paralympics in London wieder aufeinander. Diesmal gewann das britische Boot mit zwei Sekunden Vorsprung vor dem deutschen Boot, weitere zwei Sekunden zurück wurde der ukrainische Vierer Dritter.
Astrid Hengsbach ruderte 2012 für den Ruderclub Westfalen Herdecke 1929. Sie hatte schon als Jugendliche in Meschede gerudert. Nach einem Autounfall 2010 konnte sie das rechte Fußgelenk und die rechte Hand nur noch eingeschränkt nutzen.